# Henri Bauweraerts
Henricus (Henri of Rik ) Bauweraerts (Turnhout, 17 oktober 1904 - Sint-Truiden, 3 maart 1975) was een Belgisch apotheker, amateurgeoloog en politicus voor de CVP.

## Levensloop
Bauweraerts was van beroep apotheker.
Bij de gemeenteraadsverkiezingen van 1946 was hij lijsttrekker van de CVP-kieslijst. Zijn partij behaalde 13 van de 19 zetels, de overige zes zetels gingen naar de socialisten. Als burgemeester volgde hij partijgenoot Alphonse Van Hoeck op, zelf werd hij na de gemeenteraadsverkiezingen van 1970 opgevolgd door Alfons Boone.
Tijdens zijn bestuurperiode zette hij in op het herstel van de oorlogsschade, de bouw van nieuwe huurwoningen en de afwerking van het stadspark. Ook liet hij 'warm water'-boringen uitvoeren (voor de aanleg van een zwembad) en werden werken aangevat voor de bouw van een nieuw ziekenhuis en stadshuis. Eveneens opvallend was de aanstelling van Marie-Thérèse Bouvin als schepen - de eerste vrouw die deze functie uitoefende te Turnhout - tijdens zijn eerste legislatuur als burgemeester.